# Mary Kyle Dallas
Mary Kyle Dallas (* 1830 in Philadelphia; † 25. August 1897 in New York City) war eine US-amerikanische Schriftstellerin und Lyrikerin.

## Leben
Mary Kyle Dallas war das älteste Kind des Porträt-, Genre- und Panoramenmalers Joseph Kyle und einer literarisch begabten Mutter. Sie hatte einen jüngeren Bruder, George Kyle, später Autor humoristischer Stücke und Schauspieler in komischen Rollen, der 1890 verstarb. Um 1856 heiratete sie den Illustrator und Maler Jacob A. Dallas. Dieser war ein Cousin des US-Vizepräsidenten George M. Dallas, arbeitete ebenfalls als Panoramenmaler und war Geschäftspartner ihres Vaters. Nach kurzer Ehe verstarb ihr Mann an Dysenterie.
Dallas schrieb Erzählungen, Theaterstücke und Gedichte. Ihre Novellen, die vor allem als Liebes- und Feuilletonromane in verschiedenen Zeitschriften der Vereinigten Staaten erschienen, etwa in Fireside Companion, New York Ledger und New York Weekly, waren zu ihrer Zeit populäre Unterhaltungsliteratur. Nachdem Fanny Fern gestorben war, wurde sie Kolumnistin des New York Ledger. Ihre Lyrik, beispielsweise die Versdichtung He’d Nothing But His Violin, behandelte oft musikalische Themen.
Zu ihren besten Erzählungen wird das Werk The Grinder Papers gezählt. Gewürdigt wurde auch das Pastiche Billtry (1895). Darin parodierte sie George du Mauriers Bestseller-Roman Trilby, indem sie unter anderem die Geschlechterrollen umdrehte. Für die Komödienbühne schrieb sie Our Aunt Robertina (1891) and Aroused At Last (1892).